# Alice Bellandi
Alice Bellandi (Brescia, 28 novembre 1998) è una judoka italiana, campionessa olimpica nei -78 kg a Parigi 2024.

## Biografia
È fidanzata con la sudafricana Jasmine Martin, anch'ella judoka in gara a Parigi 2024, nonché campionessa africana nel 2023.
Ha reso noto di aver sofferto di bulimia e depressione prima di passare alla categoria dei 78 kg nel 2021, quando si sentiva costretta a rimanere entro il peso di 70 kg.
Risiede a Roncadelle, nei pressi di Brescia.

## Carriera
Si è messa in mostra a livello giovanile ai vincendo il titolo di europei cadetti a Sofia 2015 e ai mondiali junior di Nassau 2018. Dal novembre 2016, gareggia per il Gruppo Sportivo Fiamme Gialle.
Ha rappresentato l'Italia ai Giochi olimpici estivi di Tokyo 2020 dove si è piazzata 7ª nel torneo dei pesi medi (-70 kg)  e 9ª nella competizione a squadre miste.
Agli europei di Sofia 2022 è salita sul terzo gradino del podio nei -78 kg.
Ai mondiali di Doha 2023 ha ottenuto il bronzo nei 78 kg, mentre a quelli di Abu Dhabi 2024 l'argento nei -78kg.
Ha fatto la sua seconda apparizione olimpica a Parigi 2024, dove ha conquistato la medaglia d'oro nel torneo dei 78 kg, battendo l'israeliana Inbar Lanir in finale per 11-0.
Ai mondiali di Budapest 2025 si è laureata campionessa del mondo, sconfiggendo in finale al golden score la tedesca Anna Monta Olek. Ha conquistato così la sua terza medaglia iridata consecutiva, diventando la prima judoka italiana a vincere il titolo mondiale da campionessa olimpica.

## Palmarès
- Giochi olimpici

Parigi 2024: oro nei -78 kg;
- Mondiali

Doha 2023: bronzo nei -78 kg;
Abu Dhabi 2024: argento nei -78kg;
Budapest 2025: oro nei -78kg;
- Europei

Sofia 2022: bronzo nei -78 kg;
- Mondiali junior

Nassau 2018: oro nei -70 kg;
- Europei junior

Sofia 2018: oro nei -70 kg;
Maribor 2017: bronzo nei -70 kg;
- Europei cadetti

Sofia 2015: oro nei -70 kg;